# Samuel Ryhiner
Samuel Ryhiner, né le 19 avril 1696 à Bâle et mort le 20 septembre 1757, est un industriel suisse.

## Biographie
Samuel est le fils de la veuve Emanuel Ryhiner qui gère un commerce de toiles peintes en provenance des Indes et de toiles imprimées en Hollande, pour le marché suisse. Il est envoyé dans sa vingtième année en Hollande pour y apprendre l'art de l'indiennage. 
Il devient l'un des premiers industriels de Suisse allemande, en créant en 1716 à Bâle une fabrique qui jouera un rôle important dans l'histoire des indiennes de coton en Europe, par la diffusion de techniques venues de Hollande, et qu'il va transmettre à des industriels français, dont ceux qui créent 40 ans après la toile de Jouy.
Il forme en particulier le français d'origine allemande Christophe Philipe Oberkampf qui fonde ensuite son propre atelier à Jouy-en-Josas.
La maison de Samuel Ryhiner est bâtie dans la petite commune de Liestal.

## Sources et références
1. ↑  « Qui était Jean Ryhiner ? », sur mulhouseum.uha.fr (consulté le 17 novembre 2008)
2. ↑  Anne Wanner-Jean Richard, « Le développement de l'indiennage en Suisse », Le Coton et la Mode, 1000 ans d'aventures, Paris,‎ 10 novembre 2000, p. 74-83 (lire en ligne)
3. ↑  « Liestal (commune) - Le chef-lieu de canton, depuis 1833 » dans le Dictionnaire historique de la Suisse en ligne.